# Doutor Fausto (Mann)
Doutor Fausto: A vida do compositor alemão Adrian Leverkühn, contada por um Amigo (Doktor Faustus: Das Leben des deutschen Tonsetzers Adrian Leverkühn, erzählt von einem Freunde) é um romance escrito por Thomas Mann, iniciado em 1943 e publicado em 1947.

## Tópicos
O romance constitui uma leitura da lenda de Fausto no contexto da primeira metade do século XX e da convulsão na Alemanha naquele período, culminando na ascensão do Nacional Socialismo. O enredo segue a vida e obra do compositor fictício Adrian Leverkühn sendo narrado por Serenus Zeitblom, amigo de infância de Leverkühn, que descreve os acontecimentos na Alemanha entre 1943 e 1946.
O intelecto e criatividade extraordinários do jovem Leverkühn marcam-no como destinado ao sucesso, mas a sua ambição é a verdadeira grandeza. Para alcançar a maior produtividade criativa, inspirada só pelo delírio da doença, Adrian contrai intencionalmente sífilis através de Esmeralda, uma bela prostituta que encontra em Colónia — neste aspeto, o romance mantém-se fiel a um episódio análogo da vida de Friedrich Nietzsche. Posteriormente, ele é visitado por um ser mefistofélico que diz "que apenas tu me possas ver porque estás louco, não significa que eu realmente não existo", e, renunciando ao amor, negocia a sua alma em troca de vinte e quatro anos de génio. Porém, contrariamente aos Faustos anteriores do legado textual, não existe verdadeiramente consentimento prévio nem um "contrato" com o Diabo: Adrian apenas descobre, muitos anos depois, que o seu destino estava selado após a união com a prostituta aos 21 anos, e que a conversa entre ele e o Diabo era apenas a confirmação desta conjuntura. A sua loucura – a sua inspiração demoníaca – leva-o a uma extraordinária criatividade musical, que, na sua fase final, é refletida em composições de carácter dodecafónico, ao modelo do serialismo atonal de Arnold Schoenberg.
Os últimos anos criativos de Leverkühn são cada vez mais assombrados pela sua obsessão com o Apocalipse e o Juízo Final. Ele sente o progresso inexorável da sua loucura de neuro-sifilítico que conduzirá à derrocada total. Além da decadência física, o amor que Adrian nutre pelo seu sobrinho pequeno Nepomuk (Echo), uma criança adorável e extrovertida, é rapidamente aniquilado pela morte horrenda e sofrida da criança, cumprindo-se assim a condição do Diabo de que o compositor nunca poderia amar.
Como em algumas das lendas de Fausto, ele reúne os seus amigos mais próximos para que testemunhem o seu colapso final. Ao som da sua cantata, A lamentação de Doutor Fausto, ele confessa enraivecido o seu pacto demoníaco e as suas terríveis consequências, antes de se tornar incoerente e cair numa profunda demência. A sua loucura leva-o a um estado infantil, em que vive sob os cuidados dos seus parentes por mais de dez anos. Leverkühn dá o seu último suspiro a 25 de Agosto de 1940, data do primeiro raid aéreo da RAF à cidade de Berlin.

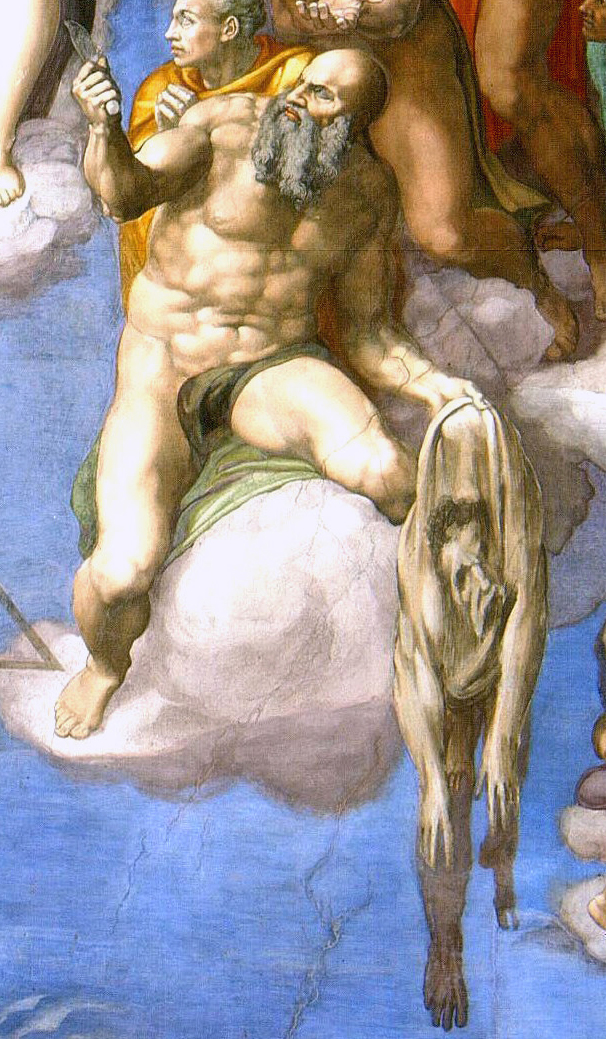
Detalhe de O Juízo Final, na Capela Sistina, de Michelângelo.

A vida de Leverkühn desenrola-se no contexto do ambiente cultural e político alemão que levou à ascensão e queda dos Nazismo na Alemanha. Contudo, as condições que levam ao pacto de Leverkühn com o diabo são definidas pelo personagem e, na vida artística, pelos próprios processos artísticos, não meramente como uma alegoria política. Ademais, o romance deve também ser lido considerando-se a própria condição de Thomas Mann: um nacionalista exilado, sofrendo por esse desterro psicológico e procurando processar as suas preocupações com o alcance da arte moderna e da sua relação com a sociedade. A conjugação de níveis entre a situação histórica do narrador, o progresso da loucura de Leverkühn e as lendas medievais a que este conscientemente se liga geram uma impressionantemente e rica teia simbólica, de uma complexidade ambígua que não pode ser reduzida a uma única interpretação.

## Enredo
As origens do narrador e do herói na fictícia pequena cidade de Kaisersaschern na margem do Saale, o nome do pai do boticário Zeitblom, Wohlgemut, e a descrição de Adrian Leverkühn como um tipo de alemão antiquado, com um conjunto de características "de um tempo antes da guerra dos trinta anos", tudo isso faz evocar a Alemanha antiga pós-medieval. Nas origens deles, respectivamente católica e luterana, e nos estudos teológicos, são herdeiros do renascimento alemão e do mundo de Dürer e Bach, mas simpatizante também da "receptividade bem afamada dos círculos judaicos."
Eles são despertados para o conhecimento musical por Kretzschmar, um palestrante e musicólogo americano-alemão que visita Kaisersaschern. Depois de terem feito a escolaridade básica juntos, os dois jovens vão estudar na Universidade de Halle-Wittenberg. Adrian estuda teologia, (ao contrário de Zeitblom, que não obstante participa nas discussões com os estudantes de teologia), mas torna-se obcecado em harmonia, contraponto e polifonia musicais como uma chave para a metafísica e a mística dos números e segue Kretzschmar para Leipzig para estudar com ele.
Zeitblom descreve "com um estremecimento religioso" a união de Adrian com a mulher que lhe transmitiu a sífilis (a quem Adrian chama "Esmeralda", o nome da borboleta que fascina o seu pai), como ele incluiu o nome dela de forma cifrada nas suas composições musicais e como os médicos que procuravam curá-lo foram todos impedidos de efectuar uma cura devido a intervenções misteriosas e mortais. Zeitblom começa a perceber o carácter demoníaco à medida que Adrian ganha outras amizades.
Zeitblom insiste, no entanto, sobre a proximidade única da sua própria relação com Adrian, pois ele continua a ser a única pessoa a quem o compositor trata por tu, o pronome familiar.
Durante algum tempo vive em Palestrina, na Itália, onde Zeitblom o visita. É lá que Adrian, trabalhando na adaptação operática da peça Trabalhos de Amores Perdidos de Shakespeare, tem o seu longo diálogo com uma figura mefistofélica que parece surgir tanto objetivamente como saído da sua própria alma penada. Nestas páginas centrais, que são o fulcro da história, Zeitblom apresenta o manuscrito da conversa de Adrian. O demónio, falando em alemão arcaico, afirma que Esmeralda é o instrumento pelo qual ele prenderá Adrian ao oferecer-lhe em troca vinte e quatro anos de vida como um génio – o período de incubação suposto da sua sífilis – se ele renunciar ao calor do amor. O diálogo revela a anatomia do pensamento de Leverkühn.
Adrian muda-se a seguir para Pfeiffering e em conversas com Zeitblom confessa uma visão sombria da vida. Aparecem figuras de natureza demoníaca, como o Dr. Chaim Breisacher, para derrubarem os ídolos da geração mais velha.
Apesar do declínio da sua saúde, já frágil desde jovem pela propensão hereditária a enxaquecas, Adrian começa a compor música progressivamente mais inovadora e cromática, preparando o caminho para a sua grande obra, o oratório Apocalypsis cum Figuris (O Apocalipse com Figuras), composição inspirada nas xilogravuras homónimas de Albrecht Dürer.
Quando Adrian concluiu o esboço de Apocalipse tinha um novo círculo de amigos intelectuais, nos quais se inclui um especialista em arte, um paleozoólogo, um historiador literário, um estudioso de Dürer e um poeta saturnino. Nas suas discussões, declaram a necessidade da renúncia da suavidade burguesa e da preparação para uma época de aspereza pré-medieval. Adrian escreve a Zeitblom que o coletivismo é a verdadeira antítese da cultura burguesa e Zeitblom observa que o esteticismo é o arauto do colapso social/barbarismo. Neste aspeto, a obra reflete a transição de Thomas Mann da sua oposição inicial à democracia e defesa do afastamento do artista, fugindo da esfera política para se refugiar na estética, à sua posterior "conversão ideológica", agora defendendo integralmente a República de Weimar e o envolvimento da arte na sociedade como forma de evasão das barbaridades do programa estético-racial do Nazismo. Como afirmaria em 1953, Mann sentia "vergonha em relembrar a sua loucura política" no Período da Primeira Guerra, durante a qual publicaria o polémico volume Betrachtungen eines Unpolitischen [Reflexões de um Homem Apolítico] (1918).
Apocalypse é tocado em Frankfurt sob a condução de Otto Klemperer, descrevendo Zeitblom a obra repleta de saudade sem esperança, de riso infernal transposto e transfigurado até nos tons lancinantes das esferas e dos anjos.
Enquanto Adrian começa a planear o segundo oratório, A Lamentação do Doutor Fausto, o filho da sua irmã Nepomuk é enviado para viver com ele. O rapaz, "Echo", é amado por todos. Mas à medida que a obra de grande fôlego se desenvolve na mente de Adrian, a criança adoece e morre, e Adrian, desesperado, acredita que ao tratá-lo com amor, em violação do seu contrato, o matou com influências venenosas e infernais.
A Lamentação é concluída e quando Adrian convoca os seus amigos e convidados, ao invés de tocar a música, relata a história do seu contrato infernal e fica prostrado com a doença do cérebro que durará até à sua morte, dez anos mais tarde. Zeitblom visita-o Ocasionalmente e vive para testemunhar o colapso dos “triunfos dissolutos” da Alemanha, como ele conta na história do seu amigo.

## Fontes e origens

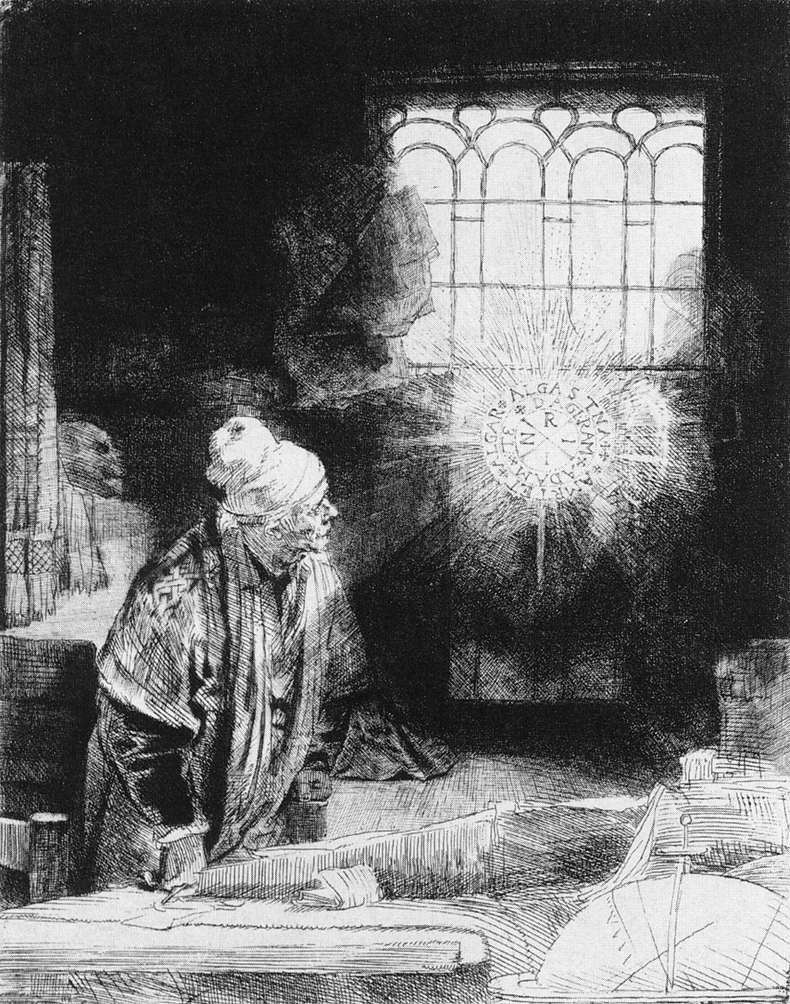
Fausto, água-forte de Rembrandt

### Nomes

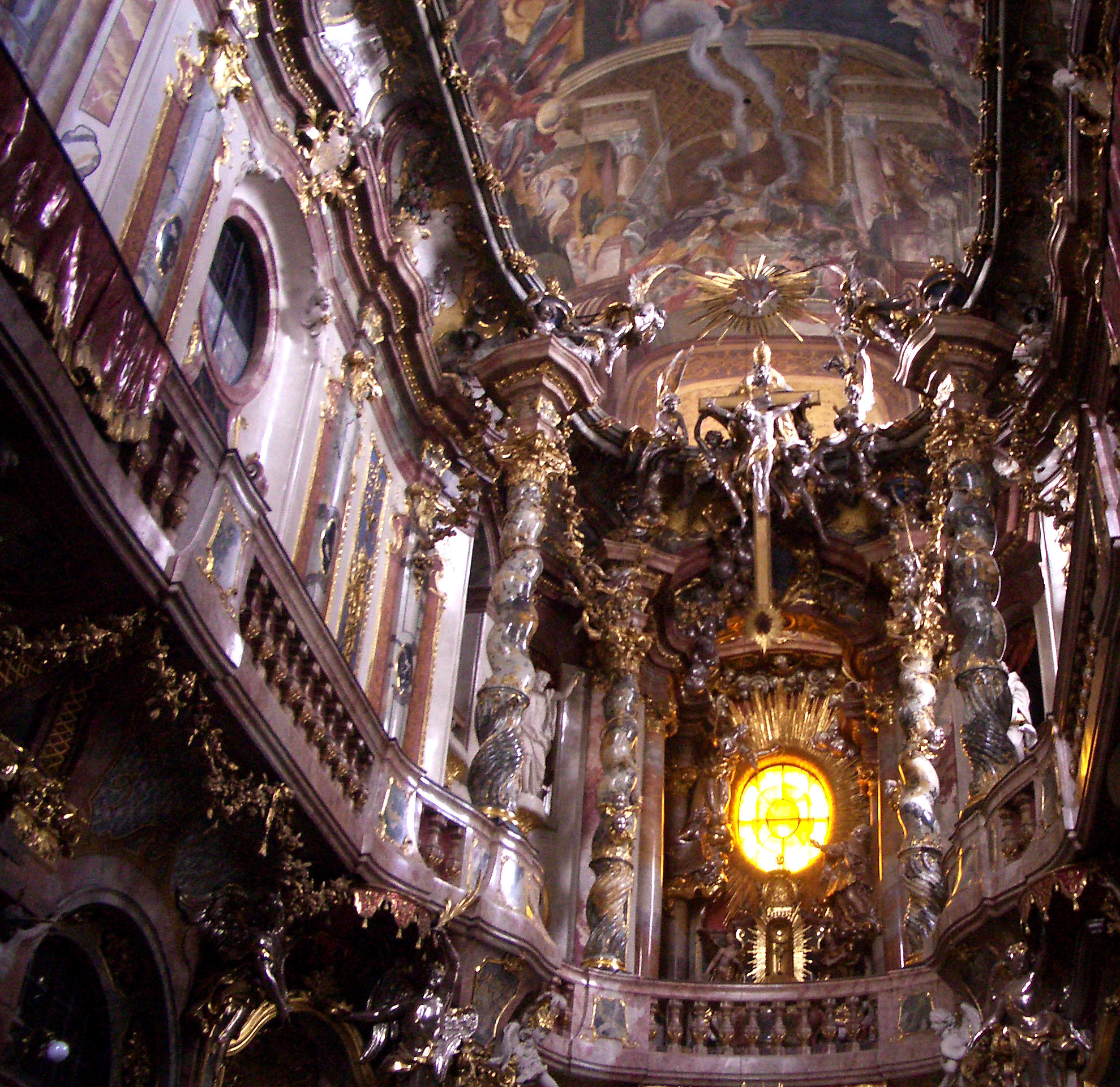
Interior da Asamkirche em Munique.